# Sociometria

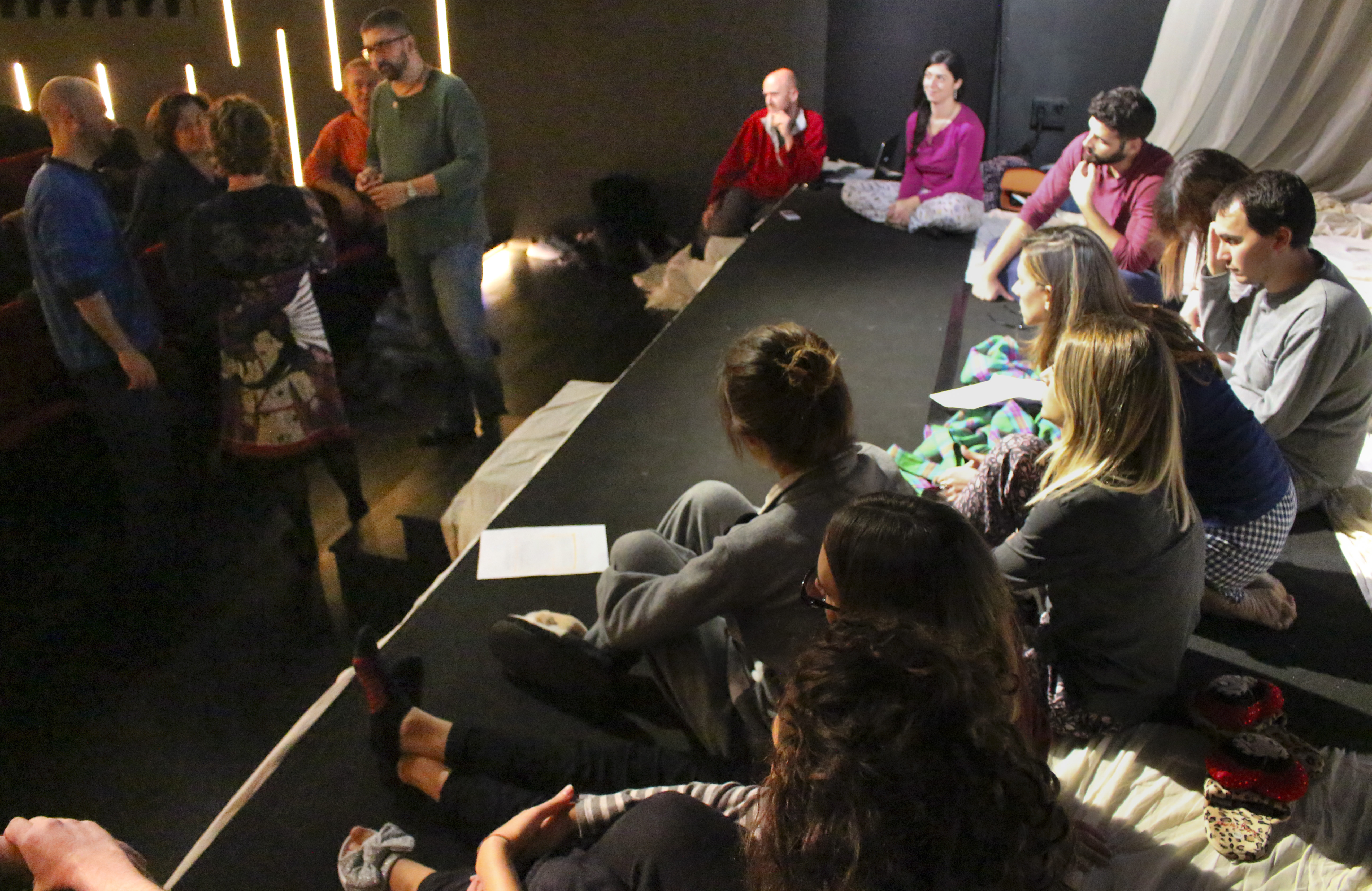
Valutazione sociometrica di un gruppo (OFF OFF Theatre, Roma 2018)

La sociometria è una branca delle scienze sociali, basata sulle ricerche di Jacob Levi Moreno (1890-1974), che studia la formazione e la costruzione dei gruppi, oltre a individuare una metodologia per descrivere le relazioni interpersonali all’interno dei gruppi.

## Definizione
La definizione di sociometria – dal latino socius (compagno) e metrum (misura) – risale al 1899 con il sociologo Adolphe Coste, viene poi ripresa da Moreno nel 1916 e da lui definitivamente formalizzata come metodo nel 1951, nel libro Sociometry, experimental method and the science of society.
Attraverso la misurazione del grado di accettazione o rifiuto che il singolo esprime nei confronti degli altri membri di un gruppo, e nei confronti del loro ruolo, è possibile facilitare una discussione sull’impatto che ogni persona ha sulla struttura e la coesione di un determinato gruppo, come anche l’impatto che il gruppo ha sui suoi singoli membri. A tale scopo, i sociometristi analizzano i gruppi come reti sociali, individuandone leader, membri isolati, mutualità degli scambi, incongruità, status dei singoli membri, motivazioni interne al gruppo e percezione sociometrica.
La filosofia che sottende all'approccio sociometrico è descritta da Moreno nel libro Who Shall Survive? Foundations of Sociometry, Group Psychotheraphy and Sociodrama (1934, 1953, 1978). Colpito da una sorta di “idea fissa”, secondo cui ogni persona è dotata di una natura primordiale immortale e sacra, Moreno sviluppa la convinzione che è da questa natura che nasce la creatività. Tale creatività deve poi essere diretta per preservare la vita. La varietà di culture, credenze e modi di interagire forma un sistema sufficientemente complesso da esplorare, dove le persone vengono motivate a valutarsi l’un l’altra, attivamente.
I metodi sociometrici permettono la consapevolezza di tutto ciò: le percezioni vengono identificate, corrette e affinate. I membri del gruppo si troveranno a compiere scelte informate, guidate da una consapevolezza collettiva, formando – ognuno con le proprie scelte – un “tutto” che è il gruppo.

## Strumenti
Gli strumenti di cui ci si avvale in sociometria sono: il test sociometrico (questionario mediante il quale si misurano l’intensità e il livello delle singole relazioni gruppali), l’analisi della reciprocità dei ruoli, la telè (processo empatico bidirezionale di attrazione/repulsione che produce le correnti affettive interne a un gruppo) e la catarsi (warm-up della creatività: scaturimento attraverso la spontaneità, mediante psicodramma, sociodramma e gruppo-azione, che permette la catarsi/liberazione con relativa assunzione responsabile del proprio ruolo).
Le tappe dell’analisi sociometrica dei gruppi sono:
- L’individuazione dell’atomo sociale: è l’unità sociale minima delle reti sociometriche. L’atomo/persona costruisce intorno a sé un circolo, nel quale include tutti i nuclei/persone che sono ad esso legati ed esclude tutti coloro che non hanno legami con esso. Può trattarsi di una cerchia di amici o di un gruppo pubblico. Ogni atomo è partecipante ed osservatore di se stesso ed esplora sulla carta e tramite l’azione i nuclei ai quali è connesso.
- La somministrazione del test sociometrico: ogni gruppo esplora l’impatto collettivo delle proprie scelte, sui singoli membri e sul gruppo intero. Viene selezionato il criterio su cui operare le scelte. Si identificano sulla carta o tramite azione lo spettro delle scelte (scegliere, non scegliere, restare neutrale) e il grado di sentimenti positivi o negativi che ogni scelta comporta. Ogni membro esprime le proprie convinzioni in merito alla scelta che gli altri farebbero al posto suo. I risultati vengono riportati sul sociogramma, che viene disegnato o agito in modo da mettere in luce alcuni fattori: vicinanza o distanza, livello della scelta (sovrastimato, sottostimato), livello di reciprocità, esistenza di sottogruppi. Il gruppo poi discute i risultati e il modo per intraprendere la propria costruzione per il raggiungimento dei suoi scopi e obiettivi.
- La definizione del diagramma di ruolo: coppie, triadi e piccoli gruppi possono analizzare la posizione di ogni membro in merito ai ruoli di ognuno e alle risposte emotive dell’uno verso l’altro. Vengono stilati una lista e una serie di annotazioni per identificare sentimenti o cambiamenti di sentimenti.
- Si procede all'incontro: al fine di facilitare l’esplorazione dei ruoli si procede a un’inversione degli stessi tra i membri del gruppo. Le persone sono incapaci di dichiarare l’un l’altra le proprie scelte, se non prendono atto delle differenze esistenti tra esse. Il sociometrista facilita i conflitti, le impasse e l’incontro tra le persone, in modo che si conoscano l’un l’altra.
- Si attua la costruzione del gruppo: la sociometria prevede un ampio numero di esercizi e attività per incrementare cooperazione, coesione, apertura e accesso ai ruoli. Ogni attività di “catarsi” è un evento sociometrico. Ogni volta che il leader chiede ai membri del gruppo di scegliersi un partner, ha inizio un evento sociometrico. Lo studio della sociometria pone attenzione ai principi che sottostanno a queste attività.

## Applicazioni
La sociometria e i suoi strumenti trovano applicazione nella terapia familiare, nel counselling psicoterapeutico, nei sistemi educativi (classi scolastiche o training dei docenti), nella pianificazione urbana, nelle campagne politiche, in affari e industrie (in particolare nell'organizzazione dei nuovi progetti), nei campi scuola per ragazzi, nelle strutture militari e nelle congregazioni religiose.
Sono parte integrante del training sociometrico anche lo psicodramma e la psicoterapia di gruppo.

### Italiana
- Jacob Levi Moreno, Chi sopravviverà? Principi di sociometria, psicoterapia di gruppo e sociodramma, Di Renzo Editore, Roma 2017.
- Mary L. Northway, Sociometria scolastica: breve guida per gli educatori, La Nuova Italia, Firenze 1982.
- Domenico De Masi, Mara & Co.: che cos’è la sociometria, Zanichelli, Bologna 1976.
- Anne Ancelin Schützenberger, La sociometria, Armando, Roma 1975.
- Maria Corda Costa, La sociometria nella psicologia sociale contemporanea, La Nuova Italia, Firenze 1964.

### In lingue straniere
- Adolphe Coste, Les principes d’une sociologie objective, Felix Alcan, Parigi 1899.
- Jacob Levi Moreno, Sociometry, experimental method and the science of society, Beacon House, Ambler 1951.
- Jacob Levi Moreno, The sociometry reader, The Free Press, Glencoe 1960.
- Mary L. Northway, A primer of sociometry, University of Toronto Press, Toronto 1967.
- Carl E. Hollander, An introduction to sociogram construction, Snow Lion Press, Denver 1978.
- Ann E. Hale, Conducting clinical sociometric explorations: a manual, Royal Publishin Company, Roanoke 1985.
- Helen Hall Jennings, Sociometry in group relations, Greenwood, Westport 1987.